# Zoltán Béres
Zoltán Béres (* 11. Januar 1968 in Nyírbátor) ist ein ehemaliger ungarischer Boxer. Er gewann 1992 im Halbschwergewicht eine Bronzemedaille bei den Olympischen Sommerspielen in Barcelona.

## Amateurkarriere
Zoltán Béres wurde 1990 erstmals Ungarischer Meister und erkämpfte sich bei der europäischen Olympiaqualifikation in Berck einen Startplatz bei den Olympischen Sommerspielen 1992 in Barcelona. Dort besiegte er Paulo Mwaselle, Asghar Muhammad und Roland Raforme, ehe er im Halbfinale mit einer Bronzemedaille gegen Rostyslaw Saulytschnyj ausschied.
Darüber hinaus war er Teilnehmer der Weltmeisterschaft 1993, des Weltcups 1994 und der Europameisterschaft 1996.

## Profikarriere
Von 1998 bis 2015 boxte Béres bei den Profis, konnte keinen bedeutenden Titel erringen, machte sich jedoch einen Namen als Aufbaugegner, unter anderem von Fırat Arslan (1999), Stipe Drviš (2001), Jackson Chanet (2001), Tomasz Adamek (2003), Silvio Branco (2003/2005), Giacobbe Fragomeni (2005), Pietro Aurino (2006), Alexander Alexejew (2006), Mariusz Wach (2006) und Sebastian Köber (2007).